# Zawoj
Zawoj (maced. Завој) – wieś w południowo-zachodniej Macedonii Północnej, w gminie Ochryda.